# Windy
Windy er et kampsportsmærke, der producerer produkter til thaiboksning (Muay Thai), primært boksehandsker i forskellige udformninger samt sandsække, boksebolde og beskyttelsesudstyr.
Windy var et af de første mærker, der fremstillede muay thai boksehandsler og -udstyr. De første produkter blev introduceret omkring 1951 og mærket var tidligere dominerende inden for sporten, men har de senere år har fået konkurrence, herunder fra mærkerne Twins, Top King og Fairtex.
Windys produkter sælges globalt.
Windy er i dag slået sammen med mærket K-1.
Den danske importør af Windy K-1 varer er virksomheden Fightworld.[kilde mangler]